# How Many Votes Fix Mix EP
Albums de M.I.A.
Paper Planes - Homeland Security Remixes EP
(2008)
How Many Votes Fix Mix est le second EP sorti en 2008 de l'artiste M.I.A. (voir 2008 en musique). Il a été publié le 28 octobre 2008 par XL Recordings/Interscope Records et fut par la suite rendu disponible sur iTunes. Sa version complète sortie le 4 novembre 2008. Auparavant, la piste inédite Shells a été dévoilé avec une nouvelle version de la piste Boyz avec Jay-Z et Far Far issue du second album de M.I.A., Kala.

## Liste des pistes
1. Boyz [ft. Jay Z] – 4:16
2. Far Far – 2:35
3. Shells – 3:25